# Frank Schepke
Frank Schepke (n. 5 aprilie 1935, Königsberg, Statul Liber Prusia⁠(d), Germania Nazistă – d. 4 aprilie 2017, Kiel, Germania) a fost un canotor ce a reprezentat Germania, medaliat olimpic. A participat la o ediție a Jocurilor Olimpice (1960) în care a câștigat o medalie de aur.

## Participări
Lista de mai jos prezintă principalele competiții la care a participat Frank Schepke de-a lungul carierei.
- Canottaggio ai Giochi della XVII Olimpiade - Otto maschile[*][4]